# Coro (teatro)

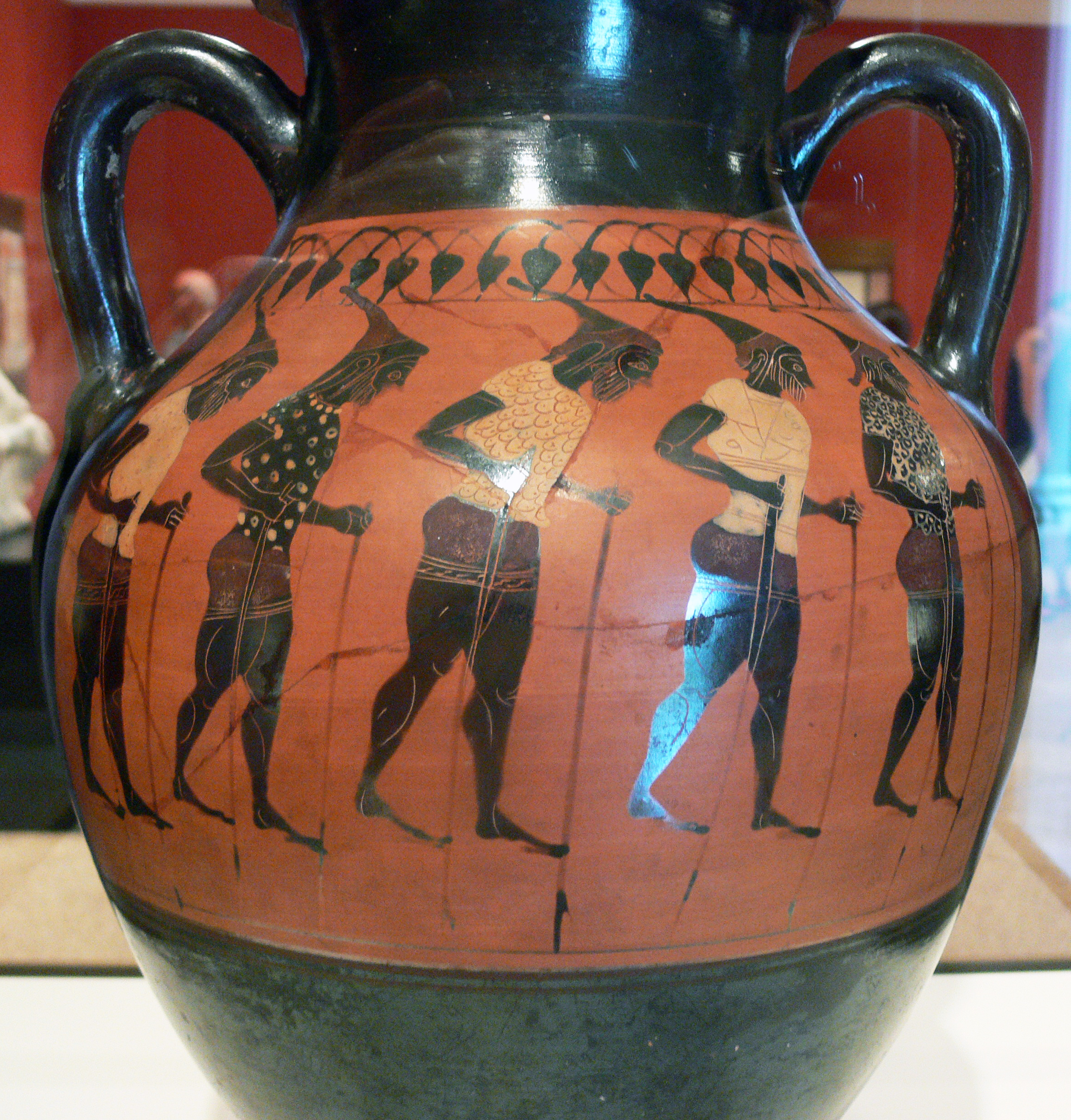
Jarro com pintura de um coro de caminhantes com andas

Coro do teatro grego (em grego:  χορός, khoros) é um grupo homogéneo, não-individualizado de artistas das peças de teatro da Grécia clássica, que comentam com uma voz coletiva a ação dramática que está a decorrer.  O coro consistia de 12 a 50 artistas, que de formas variadas dançavam, cantavam ou diziam as suas falas em uníssono e às vezes usavam máscaras.

## Etimologia
O historiador H. D. F. Kitto argumenta que a própria palavra "coro" nos dá indicação sobre a sua função nas peças de teatro da Grécia antiga: "O verbo grego choreuo, eu sou um membro do coro, tem o sentido de 'eu danço'. A palavra ode não significa algo que seja recitado ou declamado, mas “uma música”. A orquestra, na qual um coro actuava é, literalmente, uma pista de dança". A partir daqui, pode-se inferir que o coro dançava e cantava poesia.

## Função dramática
As peças do Teatro na Grécia Antiga incluíam sempre um Coro que dava uma variedade de informações de enquadramento e resumos para ajudar o público a acompanhar o espectáculo. Comentavam assuntos e, como August Wilhelm Schlegel propôs no início do século XIX na controvérsia subsequente, demonstravam como o público devia reagir ao drama. Em muitas destas peças, o coro transmitia ao público o que os personagens principais não poderiam dizer, como os seus medos ocultos ou segredos. O Coro muitas vezes fornecia aos outros personagens o esclarecimento que eles precisavam.
Alguns historiadores argumentam que o coro era considerado ele próprio como um ator. Os estudiosos têm considerado Sófocles como superior a Eurípides na escrita sobre coros. Dos dois, Sófocles também ganhou mais concursos dramáticos. As suas passagens do coro eram mais relevantes para a trama e mais integradas nas tragédias, enquanto os coros de Eurípides parecem pouco ter a ver com o enredo e eram muitas vezes espectadores. Aristóteles afirmou na sua Poética:
O coro também deve ser considerado como um dos atores; deve ser parte integrante do todo e parte na acção, não na forma de Eurípedes, mas na de Sófocles.
O Coro representa, no palco, a população em geral da história específica, em contraste com muitos dos temas das peças gregas antigas que tendiam a ser sobre heróis, deuses e deusas individuais. Muitas vezes eram do mesmo sexo da personagem principal. No Agamenon de Ésquilo, o Coro é composto pelos homens idosos de Argos, enquanto que em As Bacantes de Eurípides são um grupo de bacantes orientais e na Electra de Sófocles o Coro representa as mulheres de Argos. No entanto, as falas eram ditas por homens. Em As Euménides de Ésquilo, no entanto, o Coro representa um bando de Fúrias vingadoras.

## Estrutura do coro e dimensão
Os versos das falas dos Coros provam que eram cantados. A estrutura silábica normal tem sons longos que são duas vezes o comprimento dos sons curtos. No entanto, algumas líricas das odes gregas têm sílabas longas que são iguais a 3, 4 e 5 sílabas mais curtas. As palavras faladas não podem fazer isso, sugerindo que se tratava de um ritmo cantado e dançado.
Originalmente o Coro constava de cinquenta membros, mas alguns dramaturgos mais tarde alteraram o tamanho. Ésquilo parece ter reduzido o número para doze, e Sófocles aumentou-o de novo para quinze. Eurípedes e Sófocles usaram quinze membros nas tragédias. Havia vinte e quatro membros nas comédias.

## Encenação
O Coro ficava na orquestra e actuava usando várias técnicas incluindo cantar, dançar, falar e agir. Há provas de que havia fortes componentes rítmicos nas suas falas.
O Coro comunicava frequentemente sob forma de canção, mas às vezes dizia as suas falas em uníssono. O coro tinha que actuar em uníssono para ajudar a explicar a peça porque havia apenas de um a três actores no palco que participavam em várias cenas cada um. Como os teatro gregos eram muito grandes, as acções do Coro tinham que ser aumentadas e as suas vozes claras para que todos as pudessem ver e ouvir. Para fazer isso, usavam técnicas como a sincronização, o eco, a ondulação, a mímica e máscaras para os ajudar. Um Coro grego era muitas vezes liderado por um Corifeu. Também serviam como o equivalente antigo de uma cortina, pois o seu parodos (procissão de entrada) significava o início de uma peça e o seu exodo (procissão de saída) funcionava como o correr das cortinas.

## Declínio na antiguidade
Antes da introdução por Ésquilo de múltiplos atores interagindo, o coro grego foi o principal interveniente face a um actor solitário. A importância do coro declinou após o século V a.C., quando o coro começou a ser separado da acção dramática. Os dramaturgos posteriores dependiam do coro menos do que os seus antecessores. Dado que o diálogo e a caracterização se tornaram mais importantes, o coro aparecia menos. No entanto, o historiador Alan Hughes argumenta que não houve qualquer declínio, mas antes a lenta dissolução de uma forma numa outra:
No seu melhor, tinham-se tornado arte performativa, misturando música, letra e dança, executada por aprimorados choreutai e acompanhados por músicos distintos. Ou seja, nem melhoria nem declínio: é simplesmente mudança.

## Coros modernos; Wagner
O teatro musical e a grande ópera incorporam por vezes um coro cantante que teem uma finalidade similar à do coro grego, como referem Rodgers e Hammerstein: "O coro cantante é usado frequentemente para interpretar as reacções mentais e emocionais dos personagens principais, à maneira de um coro grego."
No renascimento italiano, houve um interesse renovado no teatro da Grécia antiga. A Camerata Fiorentina elaborou as primeiras óperas saídas dos intermezzi que funcionavam como alívio cómico ou musical face aos dramas da época. Estes eram baseados inteiramente no coro grego, como argumenta o historiador H.C. Montgomery.
Richard Wagner analisou o teatro grego e o coro grego amplamente nos seus escritos, incluindo Die Kunst und die Revolution (A Arte e a Revolução). A sua obra mais extensa, Der Ring des Nibelungen (O Anel do Nibelungo), composta por quatro óperas, baseia-se no estilo de Oresteia, de Ésquilo, com semelhanças no ritmo e na estrutura geral (as óperas que compõem O Anel têm três partes, com excepção da primeira, O Ouro do Reno). Wagner disse de si mesmo:
A história deu-me um modelo também para essa relação ideal do teatro com o público que eu tinha em mente. Encontrei-o no teatro da Atenas Antiga.

## Leituras adicionais
- Brockett, Oscar G. e Hildy, Franklin J., 2003. History of the Theatre. Ninth edition, International edition. Boston: Allyn and Bacon. ISBN 0-205-41050-2.
- Calame, Claude; (tr. Derek Collins & Janice Orion), "Choruses of Young Women in Ancient Greece: Their Morphology, Religious Role, and Social Functions", Rowman & Littlefield, 2001. ISBN 0-7425-1525-7
- Haigh, Arthur Elam, The Attic theatre: a description of the stage and theatre of the Athenians, and of the dramatic performances at Athens, Oxford: The Clarendon Press, 1898.
- Kitto, H. D. F., The Greeks, 1952.
- Pavis, Patrice. 1998. Dictionary of the Theatre: Terms, Concepts, and Analysis. Trad. Christine Shantz. Toronto e Buffalo: U of Toronto P. ISBN 0-8020-8163-0.
- Rehm, Rush. 1992. Greek Tragic Theatre. Theatre Production Studies ser. Londres e Nova Iorque: Routledge. ISBN 0-415-11894-8.